# Mezquital, Puebla
Mezquital är en ort i Mexiko.   Den ligger i kommunen Petlalcingo och delstaten Puebla, i den sydöstra delen av landet, 200 km sydost om huvudstaden Mexico City. Mezquital ligger 1 409 meter över havet och antalet invånare är 248.
Terrängen runt Mezquital är huvudsakligen kuperad, men den allra närmaste omgivningen är platt. Mezquital ligger nere i en dal. Runt Mezquital är det ganska glesbefolkat, med 42 invånare per kvadratkilometer. Närmaste större samhälle är Petlalcingo, 4,6 km väster om Mezquital. Trakten runt Mezquital består i huvudsak av gräsmarker.